# Pomnik Józefa Piłsudskiego i Czynu Niepodległościowego
Pomnik Józefa Piłsudskiego i Czynu Niepodległościowego – niezrealizowany do tej pory monument, który miał stanąć w Krakowie na Błoniach, nieopodal Domu im. Józefa Piłsudskiego w Oleandrach.
Decyzję o budowie pomnika podjął I Zjazd Związku Legionistów Polskich 6 sierpnia 1922 roku, jednak wówczas skupiono się głównie na budowie Domu im. Józefa Piłsudskiego, a dalsze działania na rzecz wzniesienia pomnika pokrzyżował wybuch II wojny światowej. Również po jej zakończeniu budowa pomnika nie była możliwa z przyczyn politycznych. Obywatelski Komitet Budowy Pomnika Józefa Piłsudskiego i Czynu Niepodległościowego został zawiązany dopiero we wrześniu 1989 roku z inicjatywy Związku Legionistów Polskich. W skład komitetu weszli wybitni przedstawiciele różnych środowisk niepodległościowych z całej Polski oraz z zagranicy.
Jako cel przyświecający budowie pomnika postawiono sobie upamiętnienie w sposób szczególny osób marszałków Józefa Piłsudskiego oraz Edwarda Śmigłego-Rydza, Czyn Zbrojny oraz chlubne tradycje Legionów Polskich, POW oraz Wojska Polskiego.
Komitet Budowy rozpoczął zbieranie środków na budowę pomnika, jednakże z powodu braku pozwolenia na budowę monumentu na krakowskich Błoniach Komitet podjął decyzję o samorozwiązaniu, a zebrane do tej pory pieniądze jednogłośną uchwałą przeznaczył na działalność statutową Muzeum Czynu Niepodległościowego. Mimo dotychczasowych trudności, kwestia budowy Pomnika nadal jest otwarta.

## Opis projektu pomnika
Projekt Pomnika Józefa Piłsudskiego i Czynu Niepodległościowego został sporządzony przez profesora Henryka Kunę. Podstawa pomnika w rzucie poziomym ma kształt orderu Virtuti Militari. Przecinające się belki na szczycie monumentu wieńczyć ma Krzyż Niepodległości widoczny na spodzie rozpór. Słupy przecinających się ram składać się mają z trzech elementów, po 20 metrów wysokości każdy. W górnej części słupów znaleźć się mają herby województw z 1939 roku. W płaszczyźnie pionowej przecinających się ram orły wojskowe oraz legionowe (szczegóły nie zostały ustalone). Na cokole pomnika znaleźć się miały płaskorzeźby przedstawiające ważniejsze bitwy w dziejach Polski oraz tabliczki z nazwami pól bitewnych oraz innych miejsc związanych z wydarzeniami od Konfederacji barskiej po czasy najnowsze.
Postacie na podstawie pomnika
W centralnym punkcie Marszałek Józef Piłsudski na koniu, przed nim (poniżej) Marszałek Edward Śmigły-Rydz. Postacie przy kolumnach wybrane miały zostać zgodnie z następującymi wydarzeniami historycznymi:
1. Konfederacja barska – Kazimierz Pułaski
2. Powstanie kościuszkowskie – Bartosz Głowacki
3. Powstanie listopadowe – Emilia Plater
4. Powstanie styczniowe – Romuald Traugutt
5. 1905 r. – bojowiec Organizacji Bojowej PPS – Walery Sławek
6. Skaut Polski (z okresu powstania Skautingu) – harcmistrz Andrzej Małkowski
7. Strzelec Józefa Piłsudskiego z 1914 roku – gen. Tadeusz Kasprzycki
8. Legionista Legionów Józefa Piłsudskiego (I Brygada) – gen. Kazimierz Sosnkowski
9. Legionista II Brygady – gen. Józef Haller
10. Ułan Legionów – płk Władysław Belina-Prażmowski
11. Żołnierz POW – płk Leopold Lis-Kula
12. „Orlątko Lwowskie”
13. Duszpasterz Wojskowy – ks. bp gen. Władysław Bandurski
14. Powstaniec Wielkopolski
15. Powstaniec Śląski
16. Żołnierz 1920 roku – płk Józef Jaklicz
17. Ułan WP 1918–1939 – gen. Bolesław Wieniawa-Długoszowski
18. Oficer WP 1918–1939 – płk Józef Beck
19. Oficer Marynarki Wojennej 1918–1939 – kontradmirał Józef Unrug
20. Oficer Lotnictwa – 1918–1939
21. Wrzesień 1939 – gen. Franciszek Kleeberg
22. Polskie Siły Zbrojne w II wojnie światowej – gen. Michał Karaszewicz-Tokarzewski
23. gen. Stefan „Grot” Rowecki
24. gen. Tadeusz „Bór” Komorowski
25. gen. Leopold „Niedźwiadek” Okulicki
26. gen. Władysław Anders (w berecie}
27. gen. Stanisław Sosabowski (w stroju spadochroniarza)
28. gen. Stanisław Maczek (w mundurze pancerniaka)
29. gen. Emil „Nil” Fieldorf
30. Żołnierz Pierwszej Armii Wojska Polskiego (berlingowiec)
31. Więzień obozów hitlerowskich (w pasiaku)
32. Łagiernik (z obozu sowieckiego) – gen. Aleksander „Wilk” Krzyżanowski
33. Robotnik, Sierpień 1980
Poza tym na cokołach od frontu prezydenci RP: Gabriel Narutowicz, Stanisław Wojciechowski, Ignacy Mościcki oraz Władysław Raczkiewicz.
Natomiast po bokach monumentu: generałowie Lucjan Żeligowski, Felicjan Sławoj Składkowski, Wacław Stachiewicz, Józef Olszyna-Wilczyński oraz księża infułat Kazimierz Figlewicz i prałat Stefan Niedzielak.